# Distretto di al-Matamma
Il distretto di al-Maṭamma (in arabo مديرية المطمة‎?, Mudīriyya al-Maṭamma) è un distretto dello Yemen, situato nel Governatorato di al-Jawf, con 28.935 abitanti al censimento del 2003.